# Titidius haemorrhous
Titidius haemorrhous es una especie de araña del género Titidius, familia Thomisidae.

## Distribución
Esta especie se encuentra en Brasil.

## Taxonomía
Fue descrita por Mello-Leitão en 1947.
Tratamiento taxonómico
La especie aparece registrada y publicada en Aranhas do Paraná e Santa Catarina, das coleções do Museu Paranaense. Arquivos do Museu Paranaense 6: 231–304.